# Isolobodon montanus
Isolobodon montanus is een uitgestorven zoogdier uit de familie van de hutia's (Capromyidae). De wetenschappelijke naam van de soort werd voor het eerst geldig gepubliceerd door Miller in 1922.

## Voorkomen
De soort kwam voor in Haïti en de Dominicaanse Republiek.